# 罗布·伍德豪斯
罗布·伍德豪斯（英語：Rob Woodhouse，1966年6月23日—），澳大利亚男子游泳运动员。他曾代表澳大利亚参加1984年和1988年夏季奥林匹克运动会游泳比赛，其中1984年奥运会获得一枚铜牌。